# ベトナムの首相
ベトナム社会主義共和国政府首相（ベトナムしゃかいしゅぎきょうわこくせいふしゅしょう、越: Thủ tướng Chính phủ nước Cộng hòa xã hội chủ nghĩa Việt Nam／首相政府𫭔共和社會主義越南）は、ベトナムの政府の長たる首相である。
1948年以降のサイゴンに存在したベトナム人国家の首相については、南ベトナムの指導者を参照。

## 概要

### ベトナム帝国
ベトナム帝国では、内閣総長が首相の権限を有した。

### ベトナム社会主義共和国
2013年改正の憲法においては「政府首相(ベトナム語: Thủ tướng Chính phủ／首相政府)」が正式名称である。1981年から1992年までは「閣僚評議会議長(ベトナム語:  Chủ tịch Hội đồng Bộ trưởng／主席會同部長)」であった。
政府首相は憲法第95条2項において「政府首相は、政府の長であり、政府の活動及び委ねられた任務について国会に対し責任を負う」と定められており、第88条および第98条では国家主席が政府首相の選出、免任、罷免を国会に提案し、国会が国会議員の中から選出すると規定されている。実際には、「四柱」と呼ばれるベトナム共産党の党内序列最上位4名のうち、序列3位の者が首相を務めるのが通例となっている（序列1位は党書記長、2位が国家主席、4位が国会議長）。
また、憲法98条には政府首相の任務と権限として以下の6つが列挙されている。
1. 政府の業務を領導する；政策の策定及び法令施行の組織を領導する。
2. 中央から地方に至る国家行政体系の活動について領導し、責任を負う；国家行政の統一性、円滑性を保証する。
3. 政府副首相、大臣及びその他の閣僚の補任、免任、解職の提案を承認するよう国会に上程する；副大臣、省、省同格機関の同格の職務を選任、免任、解職する；省、中央直轄都市の人民委員会主席、副主席の選出、免任及び異動、解職決定を承認する。
4. 憲法、法律及び上級国家機関の文書に反する大臣、省同格機関の長、省、中央直轄都市の人民委員会、人民委員会主席の文書の施行を停止し、又は破棄する；憲法、法律及び上級国家機関の文書に反する省、中央直轄都市人民評議会の議決の施行を停止し、同時に国会常務委員会に破棄を提案する。
5. 政府の任務、権限に属する国際条約に関する交渉を決定及び指導し、署名、加盟を指導する；ベトナム社会主義共和国が構成員となっている国際条約の実施を組織する。
6. 政府及び政府首相の解決管轄権に属する重要な諸問題について、各マスメディアを通じて人民に対し定期的に報告する。

## ベトナム首相の一覧
| ベトナム民主共和国政府主席           | ベトナム民主共和国政府主席 | ベトナム民主共和国政府主席          | ベトナム民主共和国政府主席        | ベトナム民主共和国政府主席   | ベトナム民主共和国政府主席 |
| 代                                   | 首相                       | 首相                                | 所属党派                          | 在任期間                     | 備考                       |
| ------------------------------------ | -------------------------- | ----------------------------------- | --------------------------------- | ---------------------------- | -------------------------- |
| 01                                   |                            | ホー・チ・ミン （胡志明）           | ベトナム独立同盟会 ベトナム労働党 | 1945年9月2日- 1955年9月20日  |                            |
| ベトナム民主共和国首相               |                            |                                     |                                   |                              |                            |
| 代                                   | 首相                       | 首相                                | 所属党派                          | 在任期間                     | 備考                       |
| 02                                   |                            | ファム・ヴァン・ドン （范文同）     | ベトナム労働党                    | 1955年9月20日- 1976年7月2日  |                            |
| ベトナム社会主義共和国首相           |                            |                                     |                                   |                              |                            |
| 代                                   | 首相                       | 首相                                | 所属党派                          | 在任期間                     | 備考                       |
| 01                                   |                            | ファム・ヴァン・ドン （范文同）     | ベトナム共産党                    | 1976年7月2日- 1981年7月4日   |                            |
| ベトナム社会主義共和国閣僚評議会議長 |                            |                                     |                                   |                              |                            |
| 代                                   | 首相                       | 首相                                | 所属党派                          | 在任期間                     | 備考                       |
| 01                                   |                            | ファム・ヴァン・ドン （范文同）     | ベトナム共産党                    | 1981年7月4日- 1987年6月18日  |                            |
| 02                                   |                            | ファム・フン （范雄）               | ベトナム共産党                    | 1987年6月18日- 1988年3月10日 |                            |
| 0-                                   |                            | ヴォー・ヴァン・キエット （武文傑） | ベトナム共産党                    | 1988年3月10日- 1988年6月22日 | 閣僚評議会議長代行         |
| 03                                   |                            | ドー・ムオイ （杜𨑮）               | ベトナム共産党                    | 1988年6月22日- 1991年8月8日  |                            |
| 04                                   |                            | ヴォー・ヴァン・キエット （武文傑） | ベトナム共産党                    | 1991年8月8日- 1992年9月24日  |                            |
| ベトナム社会主義共和国首相           |                            |                                     |                                   |                              |                            |
| 代                                   | 首相                       | 首相                                | 所属党派                          | 在任期間                     | 元首                       |
| 04                                   |                            | ヴォー・ヴァン・キエット （武文傑） | ベトナム共産党                    | 1992年9月24日- 1997年9月25日 |                            |
| 05                                   |                            | ファン・ヴァン・カイ （潘文啓）     | ベトナム共産党                    | 1997年9月25日- 2006年6月27日 |                            |
| 06                                   |                            | グエン・タン・ズン （阮晋勇）       | ベトナム共産党                    | 2006年6月27日- 2016年4月7日  |                            |
| 07                                   |                            | グエン・スアン・フック （阮春福）   | ベトナム共産党                    | 2016年4月7日- 2021年4月5日   |                            |
| 08                                   |                            | ファム・ミン・チン （范明政）       | ベトナム共産党                    | 2021年4月5日- （現職）       |                            |